# Андрю Арчибалд Пейтън
Андрю Арчибалд Пейтън (на английски: Andrew Archibald Paton) е британски географ, дипломат, ориенталист и автор на пътеписни книги и романи. Член е на Британското кралско географско общество.

## Биография
Роден е на 19 март 1811 година в Единбург. На 25-годишна възраст отива в Неапол и оттам пеша, с тояга и раница, стига до Виена. След това, пътувайки из източноевропейските страни, а също и в Сирия и Египет, той придобива точна и обширна представа за нравите, обичаите и политическия живот на Изтока, които описва в интересна поредица от книги.
От 1839 до 1843 г. заема различни длъжности в Египет и в Сирия. През 1843 г. е назначен за действащ генерален консул в Сърбия. През 1846 г. е неофициално нает от британския посланик във Виена сър Робърт Гордън да проучи и докладва за пристанищата, принадлежащи на Австрия в Адриатическо море. От 1858 година е вицеконсул в Мисолонги в Гърция, от 1859 г. е в Любек, а през май 1862 г. е назначен за консул в Рагуза и в Бока ди Катаро.
В книгата си Researches on the Danube and the Adriatic: or, Contributions to the modern history of Hungary and Transylvania, Dalmatia and Croatia, Servia and Bulgaria (1861) Пейтън дава сведения за българското население в европейска Турция. Анализирайки положението в Османската империя, той смята, че нито българите, нито гърците могат да нарушат турското превъзходство: „българите, които са така многобройни, че са се разпространили по цяла Македония и почти докосват залива на Солун – не им достигат кураж и възможности, за да се справят с търговията на Империята. Гърците са също неспособни да заемат мястото на турците – тъй като те са малобройни в Турция с изключение на Тесалия и Епирус и дори там са бързо намалени, още повече, че управлението им въобще не се възприема от славянското население. (...) По-голямата част от Европейска Турция не е съставена от гърци с напразния блян за Византийска империя, а от българи, които ненавиждат фанариотското превъзходство в църквата и държавата“.
В книгата си Highlands And Islands Of The Adriatic пише за значимостта на  математика Марино Геталди. От литературната работа на Пейтън представлява интерес книга му за живота и творчеството на Стендал и публикуваната кореспонденция със сър Остин Хенри Леърд. Хенри Джеймс написва неблагоприятна, неподписана рецензия в The Nation за книгата на Пейтън за Стендал.
На 27 април 1852 г. Пейтън се жени за Елиза Калвърт. Имат дъщеря Елиза Ребека Ан Пейтън.
Умира на 5 април 1874 година.

## Избрани публикации
- letters (20) to Sir Austen Layard, 1843-1872
- The modern Syrians; or, Native Society in Damascus, Aleppo, and  the mountains of the Druses, from notes made in those parts during the years 1841.2-3[неработеща препратка], 1844
- Servia, Youngest Member of the European Family or, a residence in Belgrade and travels in the Highlands and Woodlands of the Interior, during the years 1843 and 1844 , 1845
- Highlands and islands of the Adriatic : including Dalmatia, Croatia, and the southern provinces of the Austrian Empire, 1849
- The Goth and the Hun, or, Transylvania, Debreczin, Pesth, and Vienna, in 1850, 1851
- The mamelukes: a romance of life in grand Cairo .. (Volume 1), 1851
- The mamelukes: a romance of life in grand Cairo .. (Volume 2), 1851
- The mamelukes: a romance of life in grand Cairo .. (Volume 3), 1851
- The Bulgarian, the Turk, and the German, 1855
- Melusina, a new Arabian night's entertainment, 1860
- Researches on the Danube and the Adriatic : or, Contributions to the modern history of Hungary and Transylvania, Dalmatia and Croatia, Servia and Bulgaria  ISBN 1154943208, 1861
- A history of the Egyptian revolution, from the period of the Mamelukes to the death of Mohammed Ali; from Arab and European memoirs, oral tradition, and local research, 1863
- Sketches of the ugly side of human nature , 1867
- A history of the Egyptian revolution, from the period of the Mamelukes to the death of Mohammed Ali; from Arab and European memoirs, oral tradition, and local research (Volume 1), 1870
- A history of the Egyptian revolution, from the period of the Mamelukes to the death of Mohammed Ali; from Arab and European memoirs, oral tradition, and local research (Volume 2), 1870
- Henry Beyle (otherwise de Stendahl); a critical and biographical study aided by original documents and unpublished letters from the private papers of the family of Beyle, 1874